# Wilton Cars
Die Wilton Cars Ltd. war ein britischer Automobilhersteller, der von 1912 bis 1924 in London ansässig war.
Der erste dieser Kleinwagen erschien 1912 und war mit einem V2-Motor mit 963 cm³ Hubraum ausgestattet. Bis zum Ersten Weltkrieg entstanden noch drei verschiedene Vierzylindermodelle, alle mit einem Radstand von 2743 mm.
Nach dem Krieg lebte die Produktion dieser leichten Fahrzeuge 1920 wieder auf. Die Vierzylindermotoren waren zwar etwas gewachsen, steckten aber noch in den Vorkriegsfahrgestellen.
1924 schloss die Firma ihre Tore.

## Modelle
| Modell   | Bauzeitraum | Zylinder | Hubraum       | Radstand |
| -------- | ----------- | -------- | ------------- | -------- |
| 8 hp     | 1912–1913   | 2 V      | 963 cm³       | 2743 mm  |
| 8/10 hp  | 4 Reihe     | 1094 cm³ | 2743 mm       |          |
| 10/20 hp | 1914        | 4 Reihe  | 1094 cm³      | 2743 mm  |
| 12 hp    | 1914–1916   | 4 Reihe  | 1319–1368 cm³ | 2743 mm  |
| 11,9 hp  | 1920–1922   | 4 Reihe  | 1796 cm³      | 2743 mm  |
| 11,9 hp  | 1922–1924   | 4 Reihe  | 1496 cm³      | 2743 mm  |

Zusätzlich zu den oben genannten Modellen berichtete eine deutsche Automobilzeitschrift im Jahre 1919 über ein neues Modell. Der Vierzylindermotor mit 66,5 mm Bohrung und 95 mm Hub kam auf 1320 cm³ Hubraum und leistete 12 PS. Der Radstand betrug 2743 mm (9 Fuß) und die Spurweite 1219 mm (4 Fuß).

## Quelle
- David Culshaw, Peter Horrobin: The Complete Catalogue of British Cars 1895–1975. Veloce Publishing, Dorchester 1999, ISBN 1-874105-93-6.